# وادي زبيد
وادي زبيد هو أحد أودية اليمن و يأتي من العُدين ومن وادي عنَّه ووادي السحول النازل من شمال إب وأودية بعدان من غربان والمنار وأودية جبل حبيش والنجاري والمخادر ووادي برقين ووادي شيعان وجوار النازلين من بني مسلم غرب يريم، وأودية القفر النازلة من عُتمة ومغرب عنس والأودية النازلة من شرق وصابين وتلتقي في المضيق بين جبل رأس ووصاب تم تسقي زبيد وتنزل إلى البحر الأحمر عند ساحل الفازة.